# Parafia św. Józefa w Rostarzewie
Parafia Świętego Józefa w Rostarzewie – rzymskokatolicka parafia w Rostarzewie, należy do dekanatu wolsztyńskiego archidiecezji poznańskiej. Została utworzona w 1401. Mieści się przy placu Powstańców Wielkopolskich. Parafię prowadzą księża diecezjalni.

## Linki zewnętrzne

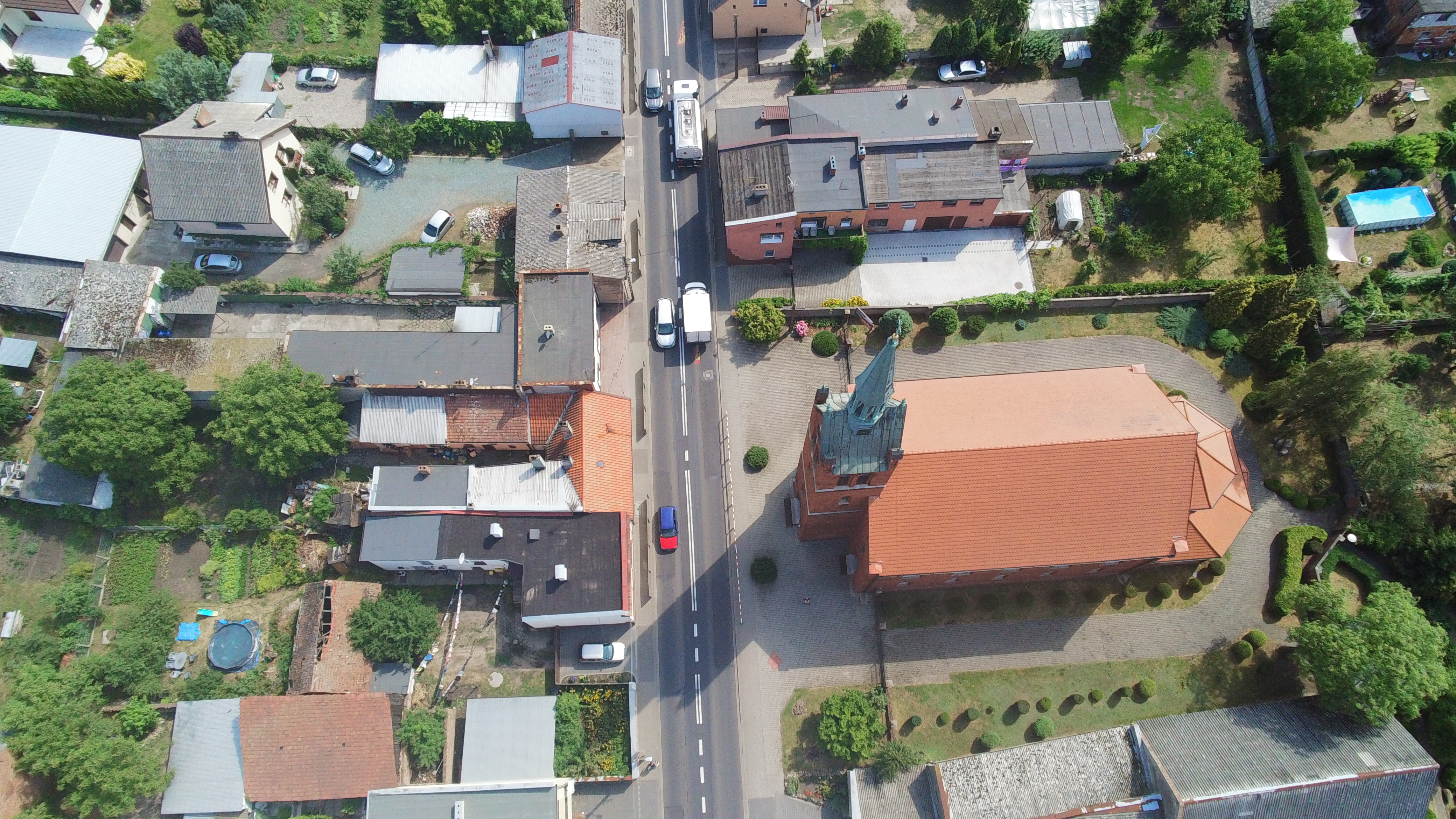
Kościół Matki Boskiej Nieustającej Pomocy w Rostarzewie, kościół filialny parafii św. Józefa